# Muesca

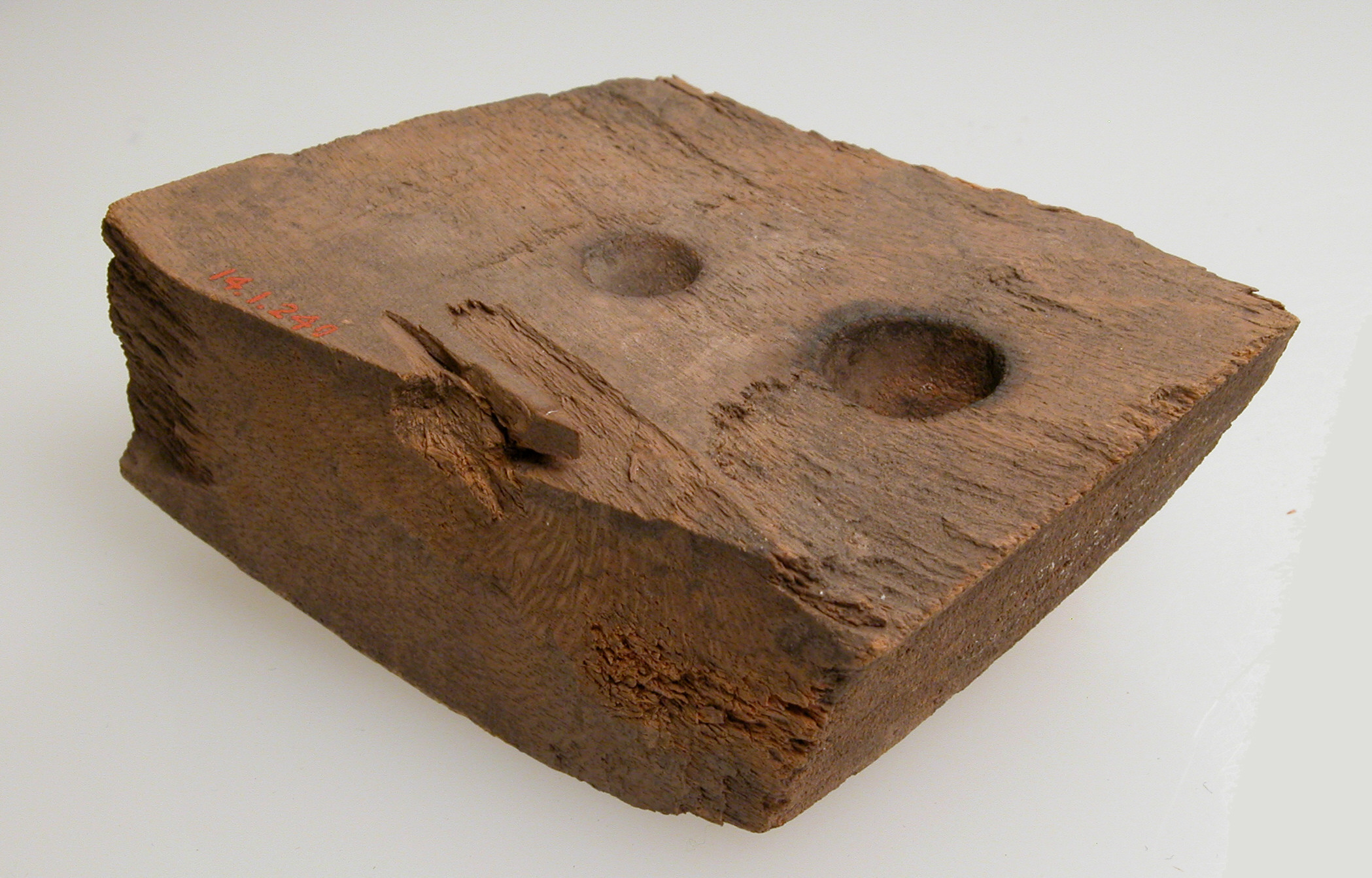
Una muesca introducida en una tabla de madera, parte de un Taladro de arco Copto

Una muesca en la ingeniería mecánica y de materiales se refiere a un defecto deliberadamente introducido en forma de V, en forma de U o circular en un material plano por el cual se concentra la tensión. Las geometrías de muesca juegan un papel importante en la mecánica de fracturas y la caracterización de materiales. Las muescas se encuentran comúnmente en ensayos de impacto de materiales en los que es necesaria la presencia controlada de un origen de grietas morfologícas para lograr la caracterización estandarizada de la resistencia a la fractura del material. Esto se realiza con mayor frecuencia utilizando el Péndulo de Charpy, en la cual el impacto de un martillo de péndulo (percutor) con una muestra (probeta en la cual se ha formado una muesca horizontal) y la altura de su posterior oscilación, se utilizan para inferir la energía absorbida en la fractura de la muestra. Ensayos de impacto utilizando barras con muescas también se aplican en la prueba de resistencia llamada Ensayo de Izod, que utiliza una configuración en voladizo con la muestra colocada verticalmente. El Ensayo de Charpy se realiza con muescas en U o en V, por lo que el percutor se pone en contacto con la muestra directamente detrás de la muesca, mientras que el método Izod (ahora en gran parte obsoleto) implica una muesca circular hacia el percutor. Las muestras con muescas encuentran uso en otros protocolos de caracterización, como las pruebas de tracción y de fatiga.